# Emberiza leucocephalos
El escribano cabeciblanco (Emberiza leucocephalos) o escribano de Gmelin es una especie de ave paseriforme de la familia Emberizidae propia de Asia.

## Descripción

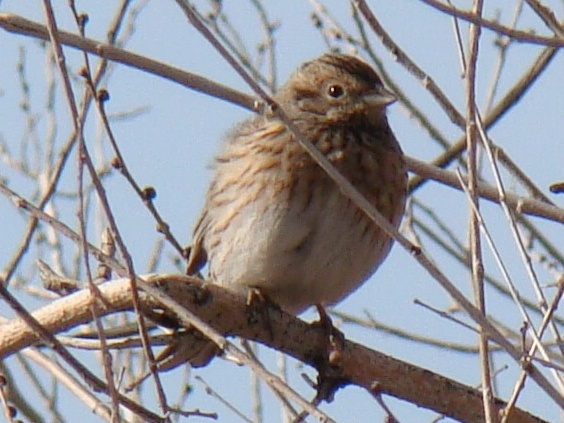
Hembra.

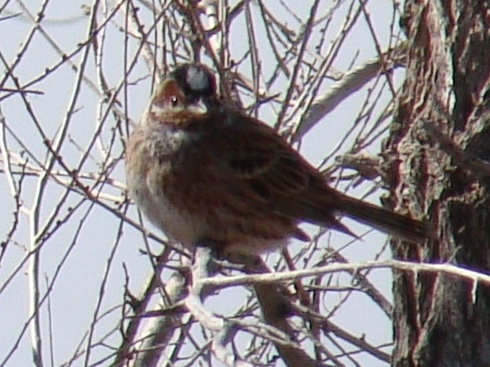
Se caracteriza por la mancha blanca del píleo.

El escribano de Gmelin es un pájaro robusto, de 16-17,5 centímetros, con un pico grueso. El macho tiene las mejillas y la parte superior del píleo blancas, la frente y la garganta pardas. La parte superior es castaña con un denso veteado oscuro, mientras que las inferiores son blanquecinas con veteado castaño en el pecho. La hembra es mucho más discreta y está más rayada por su parte inferior. El plumaje de los inmaduros es similar al de Emberiza citrinella, pero con todo el color amarillo de este, sustituido por blanco. Los cantos y llamadas de ambas especies son similares.
Existen híbridos documentados entre E. leucocephalos y E. citrinella, que muestran una mezcla de caracteres, como quedó ilustrado en la revista British Birds.

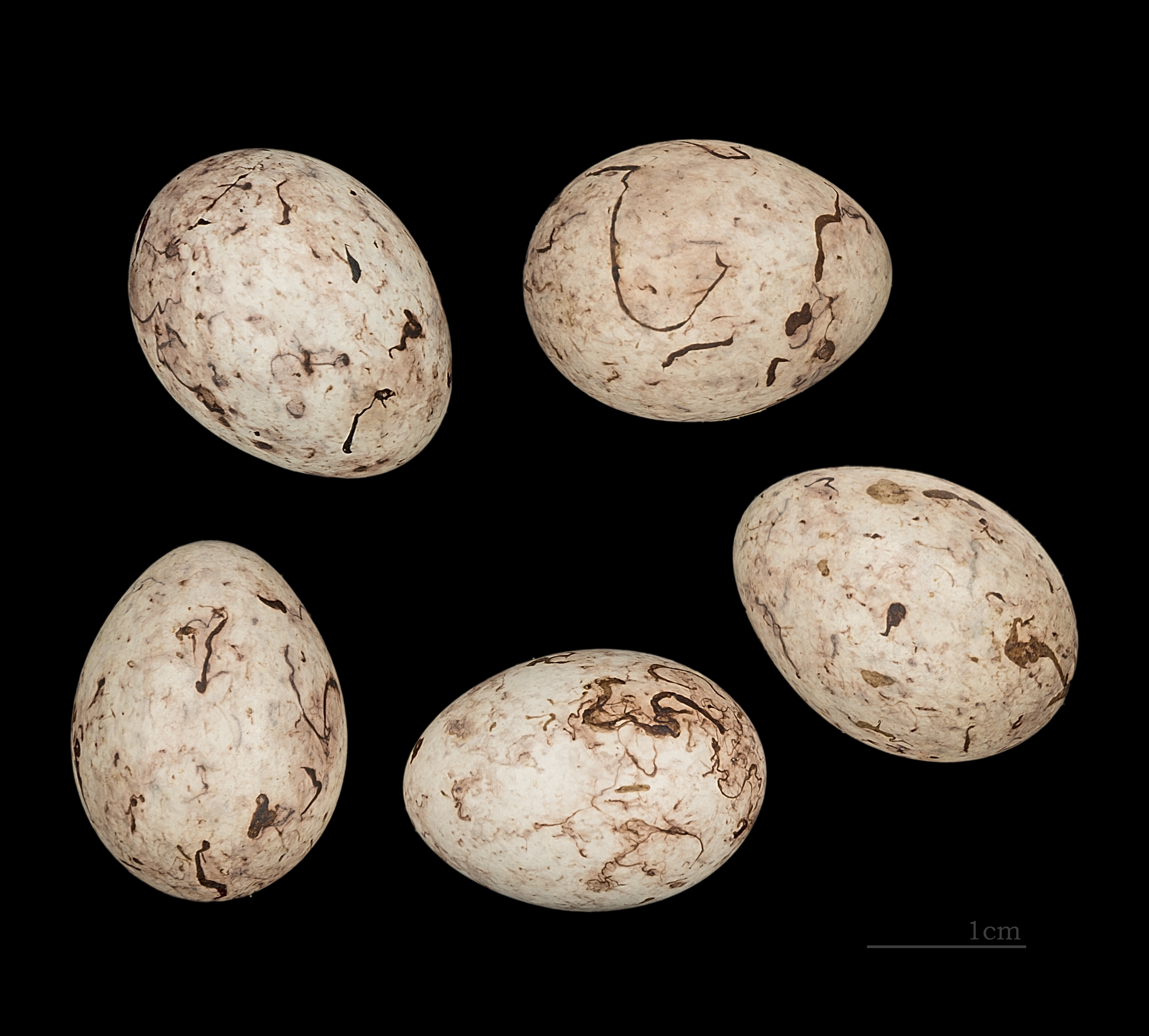
Huevos de Emberiza leucocephalos.

Han sido descritas dos subespecies:
- E. leucocephalos leucocephalos
- E. leucocephalos fronto

## Ecología
Esta ave cría en gran parte de las zonas templadas de Asia (Afganistán, China, Irak, Kazajistán, Kirguistán y Mongolia), y migran al sur de Asia central, norte de India y el sur de China en invierno. Es común en todo tipo de espacios abiertos con arbustos o árboles dispersos, incluyendo cultivos, pero tiene una mayor preferencia por los bosques abiertos, por lo general de pino. Es raro encontrarlo en Europa, pero a menudo aparece en los inviernos del NE de Italia y de la Toscana.
Cuando alimentan a sus polluelos cazan insectos, pero la base de su alimentación el resto del año son las semillas. El nido se construye en el suelo donde se ponen de cuatro a seis huevos, que muestran las marcas características del grupo.